# (2691) Sersic
(2691) Sersic (1974 KB) – planetoida z pasa głównego asteroid okrążająca Słońce w ciągu 3,36 lat w średniej odległości 2,24 j.a. Odkryta 18 maja 1974 roku.
Nazwa planetoidy pochodzi od nazwiska argentyńskiego astronoma José Luisa Sérsica.

## Księżyc planetoidy
Na podstawie fotometrycznych pomiarów zmian jasności planetoidy z czerwca i lipca 2011 roku, których dokonano w Obserwatorium Ondrejov, stwierdzono obecność naturalnego satelity asteroidy 2691 Sersic. Odkrycie ogłoszono 16 lipca 2011 roku.
Okres obiegu obydwu składników wokół wspólnego centrum masy wynosi 26,819 godziny. Półoś wielka jego orbity to ok. 17 km.